# Elles@centrepompidou
elles@centrepompidou est le troisième accrochage thématique des collections du musée national d'Art moderne (MNAM), à Paris. S'étendant sur les quatrième et cinquième niveaux du Centre Georges-Pompidou du 27 mai 2009 au 21 février 2011, l'accrochage est exclusivement dédié aux artistes femmes. Il a accueilli plus de 2,5 millions de visiteurs. 
Cette exposition a eu un impact sur la visibilité du phénomène d'invisibilisation des artistes femmes. Le choix de n'exposer que des œuvres d'artistes femmes a fait l'objet de polémiques, reprochant notamment au musée de « placer les femmes dans un ghetto ».

## Organisation
Les commissaires sont : Camille Morineau (présentation à Paris), conservatrice au MNAM et Cécile Debray (présentation à Seattle), conservatrice au MNAM, collections historiques)
Commissaires associés : Quentin Bajac (conservateur au MNAM, collections photographiques), Valérie Guillaume (conservatrice au MNAM, collections architecture et design) et Emma Lavigne (conservatrice au MNAM, création contemporaine et prospective). Assistés d'Aurélien Lemonier (architecture) et Etienne Sandrin (vidéo)
Camille Morineau a par la suite réalisé d'autres d'expositions d'artistes femmes, telles que L'autre continent au Muséum d'histoire naturelle du Havre en 2016 et Women House à la Monnaie de Paris, en 2017.

## Scénographie
La scénographie est réalisée par l'agence Du&Ma et découpée en plusieurs parties thématiques, réparties sur les deux étages des collections permanentes du MNAM, plus particulièrement au niveau 4.
Au niveau 5, dans les collections modernes se trouve l'espace « Pionnières », qui met en lumière les artistes femmes des avant-gardes artistiques du XXe siècle.
Au niveau 4, le parcours thématique s'étend cette fois sur tout l'espace, divisé en six axes, « Feu à volonté », « Corps slogan », « Eccentric abstraction », « Une chambre à soi », « Le mot à l’œuvre », « Immatérielle ». Dans ce parcours se trouvent également des sections consacrés au design et à l'architecture : « elles@design », « architecture and feminism? ».

## Artistes exposées
Durant les deux ans qu'a duré cet accrochage, 900 œuvres d'artistes femmes des collections du Centre Pompidou ont été exposées, que ce soit dans les espaces d'exposition, en vitrine, ou dans l'espace des nouveaux médias, parmi lesquelles :
- Magdalena Abakanowicz
- Martine Aballéa
- Berenice Abbott
- Janine Abraham
- Marina Abramović
- Carla Accardi
- Eva Aeppli
- Eija-Liisa Ahtila
- Peggy Ahwesh (en)
- Chantal Akerman
- Laure Albin Guillot
- Helena Almeida
- Anna Ambrose
- Ghada Amer
- Alice Anderson
- Laurie Anderson
- Sonia Andrade
- Alisa Andrasek
- Eleanor Antin
- Ida Applebroog
- Danielle Arbid
- Diane Arbus
- Geneviève Asse
- Gae Aulenti
- Evelyne Axell
- Silvia Bächli
- Maja Bajević
- Kristin Baker (en)
- Élisabeth Ballet
- Ruth Barabash
- Yto Barrada
- Martine Bedin
- Valérie Belin
- Rossella Bellusci
- Zoe Beloff
- Elisabetta Benassi
- Lynda Benglis
- Sadie Benning
- Carole Benzaken
- Anna-Eva Bergman
- Ursula Biemann
- Dara Birnbaum
- María Blanchard
- Irma Blank
- Rut Blees Luxemburg (en)
- Pierrette Bloch
- Sylvie Blocher
- Cathryn Boch
- Cini Boeri
- Lee Bontecou
- Monica Bonvicini
- Irma Boom
- Zoulikha Bouabdellah
- Véronique Boudier
- Bernadette Bour
- Louise Bourgeois
- Marie Bourget
- Joan Braderman
- Emily Breer
- Romaine Brooks
- Tania Bruguera
- Geneviève Cadieux
- Claude Cahun
- Sophie Calle
- Louise Campbell (en)
- Raymonde Carasco
- Béatrice Casadesus
- Blanca Casas Brullet
- Anna Castelli Ferrieri
- Vija Celmins
- Yvonne Chevalier
- Lucinda Childs
- Lygia Clark
- Gabriella Colucci
- Cecelia Condit
- Brigitte Cornand
- Evelyne Coutas
- Matali Crasset
- Cui Xiuwen
- Hanne Darboven
- Sandra Davis
- Carlotta de Bevilacqua
- Anouk De Clercq
- Tacita Dean
- Marie-Noëlle Décoret
- Jay DeFeo
- Anne Deguelle
- Sonia Delaunay
- Ágnes Dénes
- Maya Deren
- Mirtha Dermisache
- Frédérique Devaux
- Rineke Dijkstra
- Nanna Ditzel
- Anna Di Noto (groupe GRAU)
- Tara Donovan
- Lia Drei
- Lili Dujourie
- Germaine Dulac
- Marlene Dumas
- Nora Dumas
- Marguerite Duras
- Cécile Duval
- Nathalie Elemento
- Véronique Ellena
- Tracey Emin
- Barbara Ess
- Bracha L. Ettinger
- Valie Export
- Claire Falkenstein
- Sylvie Fanchon
- Helga Fanderl
- Valérie Favre
- Christine Felten et Véronique Massinger
- Corinne Filippi
- Karen Finley
- Cécile Fontaine
- Maïder Fortuné
- Martine Franck
- Ruth Francken
- Helen Frankenthaler
- Andrea Fraser
- Gisèle Freund
- Gloria Friedmann
- Su Friedrich
- Front Design
- Monique Frydman
- Ellen Gallagher
- Adriana García Galán
- Manuelle Gautrand
- Anna Bella Geiger
- Isa Genzken
- Shadafarin Ghadirian
- Ghazel
- Shirley Goldfarb
- Nan Goldin
- Karo Goldt
- Nathalie Gontcharova
- Dominique Gonzalez-Foerster
- Eileen Gray
- Katharina Grosse
- Guerrilla Girls
- Marie-Ange Guilleminot
- Lucy Gunning
- Zaha Hadid Architects
- Alice Halicka
- Barbara Hammer
- Itsuko Hasegawa
- Mona Hatoum
- Deborah Hay
- Birgit Hein
- Florence Henri
- Eva Hesse
- Hessie
- Sheila Hicks
- Susan Hiller
- Hannah Höch
- Candida Höfer
- Jenny Holzer
- Rebecca Horn
- Roni Horn
- Valentine Hugo
- Alice Hutchins
- Bethan Huws
- Dorothy Iannone
- Mako Idemitsu
- Cristina Iglesias
- Graciela Iturbide
- Sanja Iveković
- Wendy Jacob
- Shirley Jaffe
- Françoise Janicot
- Joan Jonas
- Valérie Jouve
- Anne Marie Jugnet
- Frida Kahlo
- Majida Khattari
- Toba Khedoori
- Sonia Khurana
- Andrea Kirsch
- Sharon Kivland
- Florence Knoll, Florence Margaret Knoll Bassett
- Karen Knorr
- Alison Knowles
- Běla Kolářová
- Koo Jeong A
- Barbara Kruger
- Germaine Krull
- Elke Krystufek
- Friedl Bondy-Kubelka
- Christina Kubisch
- Shigeko Kubota
- Yayoi Kusama
- Suzanne Lafont
- Maria Lai
- Laura Lamiel
- Ergy Landau
- Sigalit Landau
- Maria Lassnig
- Marie Laurencin
- Janette Laverrière
- Louise Lawler
- Florence Lazar
- Marie Legros
- Tamara de Lempicka
- Zoe Leonard
- Natacha Lesueur
- Sheila Levrant de Bretteville
- Frédérique Loutz
- Rose Lowder
- Léa Lublin
- Vera Lutter
- Dora Maar
- Milvia Maglione
- Agnes Martin
- Nora Martirosyan
- Stéphanie Maxwell
- Najia Mehadji
- Susan Meiselas
- Nathalie Melikian
- Ana Mendieta
- Annette Messager
- Joan Mitchell
- Lisette Model
- Tracey Moffatt
- Vera Molnár
- Meredith Monk
- Charlotte Moorman
- Mariko Mori
- Sarah Morris
- Tania Mouraud
- Valérie Mréjen
- Alison Murray
- Marylène Negro
- Aurélie Nemours
- Shirin Neshat
- Louise Nevelson
- Nicola L.
- Patrizia Nicolosi (groupe GRAU)
- Natacha Nisic
- Yoko Ono
- Yuki Onodera
- Kristin Oppenheim
- Meret Oppenheim
- Els Opsomer
- Marie Orensanz
- ORLAN
- Chana Orloff
- Vivian Ostrovsky
- Laura Owens
- Gina Pane
- Florence Paradeis
- Alicia Penalba
- Charlotte Perriand
- Friederike Pezold
- Chloe Piene
- Adrian Piper
- Sophie Podolski
- Danielle Quarante
- Françoise Quardon
- Yvonne Rainer
- Jackie Raynal
- Judit Reigl
- Delphine Reist
- Edda Renouf
- Lis Rhodes
- Germaine Richier
- Sophy Rickett
- Pipilotti Rist
- Sophie Ristelhueber
- Rachel Rosenthal
- Martha Rosler
- Judith Rothchild
- Martine Rousset
- Julika Rudelius
- Niki de Saint Phalle
- Takako Saito
- Angela Sanders
- Mira Schendel
- Carolee Schneemann
- Anne-Marie Schneider
- Michaela Schwentner
- Zineb Sedira
- Tejal Shah
- Cindy Sherman
- Mieko (Chieko) Shiomi
- Shelley Silver
- Taryn Simon
- Adriena Šimotová
- Sandy Skoglund
- Alexis Smith
- Kiki Smith
- Patti Smith
- Seton Smith
- Alison Smithson
- Wieki Somers
- Kimsooja
- Claude de Soria
- Monika Sosnowska
- Nancy Spero
- Lisa Steele
- Jana Sterbak
- Imogen Stidworthy
- Annelies Štrba
- Katja Strunz
- Alina Szapocznikow
- Atsuko Tanaka
- Dorothea Tanning
- Marcelle Thirache
- Leslie Thornton
- Agnès Thurnauer
- Betty Tompkins
- Annie Tribel
- Justine Triet
- Rosemarie Trockel
- Tatiana Trouvé
- Su-Mei Tse
- Mai Ueda
- Ultra Violet
- Suzanne Valadon
- Agnès Varda
- Cybèle Varela
- Remedios Varo
- Sandra Vásquez de la Horra
- Fabienne Verdier
- Françoise Vergier
- Maria Helena Vieira da Silva
- Vignelli Design
- Hannah Villiger
- Laura Waddington
- Isabelle Waternaux
- Sabine Weiss
- Marthe Wéry
- Rachel Whiteread
- Hannah Wilke
- Nancy Wilson-Pajic
- Francesca Woodman
- Mâkhi Xenakis
- Nil Yalter
- Carey Young
- Francine Zubeil

## Événements en lien
L'accrochage a fait l'objet d'un grand nombre d’événements dont des projections, des cycles de conférences.

## Itinérance
L'exposition a ensuite fait l'objet d'une itinérance aux Etats-Unis et au Brésil.
"elles:sam", du nom du Seattle Art Museum, s'est tenu du 11 octobre 2012 au 13 janvier 2013.
Le musée de Seattle a accueilli une sélection d'artistes tournée vers la scène américaine conçue par Cécile Debray, commissaire de l'exposition, et Marisa C. Sanchez, commissaire associée du musée de Seattle 
L'exposition a été l'occasion de nombreux événements et performances à Seattle et ses alentours, sous l'intitulé "elles:seattle", proposant ainsi un cycle divisé en trois parties distinctes.
Au Brésil, l'exposition conçue par Cécile Debray et Emma Lavigne s'est organisée à partir d'une sélection d'artistes tournée vers la scène brésilienne et d'Amérique Latine.